# Oxaea stenocoryphe
Oxaea stenocoryphe är en biart som beskrevs av Jesus Santiago Moure 1947. Oxaea stenocoryphe ingår i släktet Oxaea och familjen grävbin. Inga underarter finns listade i Catalogue of Life.